# Kijevski nacionalni univerzitet Taras Ševčenko

50° 26′ 30.85″ N 30° 30′ 40.73″ E / 50.4419028° С; 30.5113139° И
Kijevski nacionalni univerzitet Taras Ševčenko, kolokvijalno Kijevski univerzitet ili Ševčenkov univerzitet (ukr. Київський національний університет імені Тараса Шевченка), poznat na ukrajinskom i ruskom jeziku i kao KNU (ukr. Київський національний універcитет; rus. Киевский национальный университет) lociran je u Kijevu, prestonici Ukrajine. Univerzitet je univerzalno priznat kao najprestižniji univerzitet u Ukrajini, koji je njihova najveća nacionalna visokoškolska ustanova. KNU je rangiran među 550 najboljih univerziteta na svetu. To je treći najstariji univerzitet u Ukrajini nakon Univerziteta u Lavovu i Univerziteta u Harkovu. Trenutno se njegova struktura sastoji od petnaest fakulteta (akademskih odseka) i pet instituta. Osnovao ga je 1834. godine ruski car Nikolaj  kao Kijevski carski univerzitet Svetog Vladimira i od tada je nekoliko puta menjao ime. Tokom ere Sovjetskog Saveza, Kijevski državni univerzitet bio je jedan od tri vodeća univerziteta SSSR-a, zajedno sa Moskovskim državnim univerzitetom i Lenjingradskim državnim univerzitetom. Na mnogim rang listama je rangiran kao najbolji univerzitet u Ukrajini (pogledajte ispod). Kroz istoriju, univerzitet je dao mnoge poznate studente, uključujući Nikolaja Bungea, Mihaila Dragomanova, Mihajla Gruševskog, Nikolaja Berdjajeva, Mihaila Bulgakova, Ivana Šmalhauzena, Teodosija Dobžanskog, Vjačeslava Čornovila, Leonida Kravčuka i mnoge druge. Sam Taras Ševčenko, zabranjen u obrazovnim aktivnostima iz političkih razloga, radio je na Kijevskom univerzitetu kao terenski istraživač.

## Istorija

### Univerzitet Sveti Vladimir
Univerzitet je osnovan 1834. godine, kada je car Nikolaj I Ruski (vl. 1825-1855) potpisao Povelju o stvaranju univerziteta nazvanog po svetom Vladimiru, vladaru koji je hristijanizovao Kijevsku Rusiju. Ovo ime su odabrale vlasti Ruskog carstva, gde je uloga pravoslavnog hrišćanstva bila neizmerna i moglo je odražavati stalni značaj Kijeva kao kolevke istočnog hrišćanstva za celo carstvo.
Univerzitet se okoristio imovinom prenetom sa Univerziteta u Vilnjusu, koje je zatvoren nakon Novembarskog ustanka 1831. Prva 62 studenta započela su studije na univerzitetu 1834. godine, na njegovom jednom fakultetu, Filozofskom fakultetu, koji je imao dva odseka: Odeljenje za istoriju i filologiju i Odeljenje za fiziku i matematiku. U prvobitno odeljenje stigli su novi dodaci 1835. i 1847. godine: Pravni fakultet i Medicinski fakultet. Kasnije je originalni Filozofski fakultet bio podeljen u dve odvojene celine: Istorijsko-filološki i Prirodno-matematički fakultet. Do dvadesetog veka više nije bilo dodavanja novih departmana.
Zidovi glavne zgrade obojeni su crvenom bojom, dok su vrhovi i dna stubova crno obojeni.
Pesmu Ščedrik ukrajinskog kompozitora Nikole Leontoviča premijerno je izveo hor univerziteta u režiji Oleksandra Košice na Kijevskom univerzitetu 26. decembra 1916. godine.

### Univerzitet Mihail Drahomanov (1920–1932)
Godine 1920, Univerzitet Sveti Vladimir je preimenovan u Mihail Dragomanov univerzitet.

### Univerzitet Taras Ševčenko (od 1939)
Godine 1939, Univerzitet Svetog Vladimira preimenovan je u Taras Ševčenkov univerzitet (po diplomiranju na Carskoj akademiji umetnosti u Sankt Peterburgu, tada carskoj prestonici, Taras Ševčenko se vratio u Kijev, a između 1845–1846 bio je zaposlen u Arheološkoj i etnografskoj komisiji na univerzitetu do njegovog hapšenja 1847). Od 1960. godine, kada su primljeni prvi međunarodni studenti, preko 20.000 visokokvalifikovanih specijalista obučeno je na Univerzitetu Taras Ševčenko za 120 zemalja. Prvi strani studenti Univerziteta Taras Ševčenko došli su sa Kube, Gvineje, Indonezije, Gane, Toga, Nigerije, Kameruna, Benina, Zanzibara, Jemena, Alžira i Avganistana. Nakon sturanja na ovom univerzitetu, oni su nastavljali studije u svojim zemljama i postajali lekari, inženjeri, poljoprivrednici, diplomate, ekonomisti i državnici.
Tokom sovjetskog perioda, Univerzitet Taras Ševčenko dobio je jedan Lenjinov orden (1959) i jedan Orden Oktobarske revolucije (1984). Pored toga, 2002. godine asteroid 4868 Knuševija imenovan je u čast Kijevskog univerziteta Taras Ševčenko.

## Katedre
- Departman za anatomomiju i patološku fiziologiju
- Departman za biohemiju
- Departman za biomedicinu
- Departman za biofiziku i medicinsku informatiku
- Departman za kliničku medicinu
- Departman za citologiju, histologiju i reproduktivnu medicinu
- Departman za ekologiju i zoologiju
- Departman za fundamentalnu medicinu
- Departman za opštu i medicinsku genetiku
- Departman za internu medicinu
- Departman za jezičku obuku
- Departman za mikrobiologiju i imunologiju
- Departman za fiziologiju i anatomiju
- Departman za fitobiologiju
- Departman za hirurgiju
- Departman za virologiju

## Univerzitetski rangovi
Između 2014. i 2017. godine, univerzitet je rangiran među prvih 500 univerziteta na svetu prema QS svetskom univerzitetskom rangiranju. Časopis Delovoy je rangirao Univerzitet Taras Ševčenko 2009. godine kao najbolji univerzitet u Ukrajini, koji je nacionalno najjači u najvećem broju akademskih oblasti. Prema nezavisnom rangiranju 228 univerziteta u Ukrajini koje je sproveo Kompas, Univerzitet Taras Ševčenko je rangiran na prvom mestu u Ukrajini u pogledu adekvatnosti bivših studenata na ukrajinskom tržištu rada. Prema Scopusu (2009), Univerzitet Taras Ševčenko stvara veći obim istraživačkog rada od bilo kog ukrajinskog univerziteta, a takođe je vrhunska istraživačka ustanova (sudeći prema ukupnom broju citiranja radova). Univerzitet se prema Vebometrijskom rangiranju svetskih univerziteta (2010) nalazi na 1.346 mestu među 8.000 u svetu, na 63 mestu među 100 najboljih univerziteta u Centralnoj i Istočnoj Evropi, i vodeća je akademska institucija u Ukrajini.

## Organizacije i administracija

### Škole / Fakulteti
Postoji 14 fakulteta i 6 instituta na koje je univerzitet podeljen:
- Hemijski fakultet
- Fakultet računarstva i kibernetike
- Geografski fakultet
- Geološki institut
- Ekonomski fakultet
- Fakultet za informacione tehnologije
- Istorijski fakultet
- Pravni fakultet
- Mehaničko-matematički fakultet
- Filozofski fakultet
- Fizički fakultet
- Fakultet radiofizike, elektronike i računarskih sistema
- Fakultet za psihologiju
- Fakultet za sociologiju
- Pripremni fakultet
- Filološki institut
- Institut za novinarstvo
- Institut za međunarodne odnose
- Vojni Institut
- Institut za postdiplomsko obrazovanje
- Institut za visoke tehnologije
- Institut za biologiju i medicinu

### Drugi instituti
- Astronomska opservatorija Univerziteta Taras Ševčenko[18]
- Ukrajinski humanitarni licej[19]
- Centar za ukrajinske studije[20]
- Informativno-računarski centar Univerziteta Taras Ševčenko[21]
- Prirodni rezervat Kaniv Univerziteta Taras Ševčenko[22]
- Otvoreni univerzitet KNU - Studijski programi na mreži[23]
- Naučna biblioteka Maksimovič[24]
- Regionalna Cisco mrežna akademija[25]
- Naučni park Univerzitet Taras Ševčenko u Kijevu[26]
- Naučno-istraživačko odeljenje Univerziteta Taras Ševčenko[27]
- Ukrajinski fizičko-matematički licej[28]
- Univerzitetska botanička bašta nazvana po akademiku O. Fominu[29]

## Spoljašnje veze
- „200 of the best higher education schools in Ukraine”. Dzerkalo Tyzhnia (на језику: Ukrainian). 30. 3. 2007. Архивирано из оригинала 22. 6. 2007. г. Приступљено 2008-08-09.
- „Decree of the President of Ukraine about Taras Shevchenko University”. Press office of Taras Shevchenko University. 2008-05-05.